# Institut Nacional de Previsió

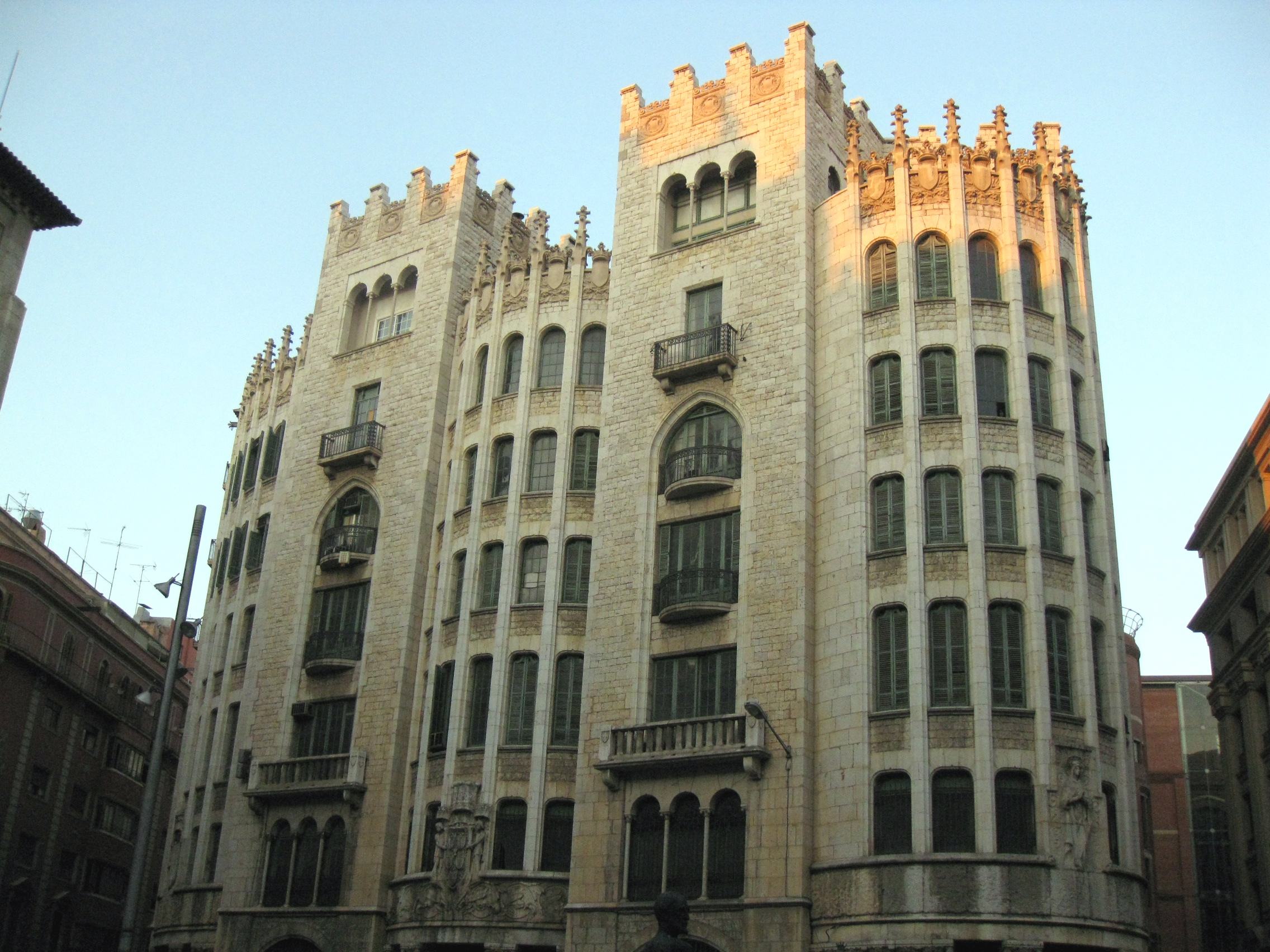
Casal de la Previsió a Barcelona

L'Institut Nacional de Previsió (castellà: Instituto Nacional de Previsión) (INP) va ser un organisme de protecció social creat per Antoni Maura i promulgat per Alfons XIII per la Llei del 27 de febrer de 1908. Va continuar existint fins al 1978, quan es va reorganitzar la seva estructura. Va constituir la primera institució oficial encarregada de la Seguretat Social i de l'Assistència sanitària a Espanya.

## Antecedents
El sistema sanitari espanyol va néixer amb la creació de l'Institut Nacional de Previsió (INP), però abans que adquirís forma definitiva i prengués carta de naturalesa en la legislació social, el INP va passar per un llarg període de preparació i estudi.
El 1883 es va crear la Comissió de Reformes Socials per a l'estudi de totes les qüestions que interessaven a la millora o benestar de les classes obreres, i que afectaven a les relacions entre el Capital i el Treball.
El 1903 l'Institut de Reformes Socials, que havia succeït a aquesta Comissió, va encarregar al seu vocal, el Sr. Maluquer i Salvador, una ponència sobre la creació d'una Caixa Nacional d'Assegurança Popular, en la qual apareixien les línies fonamentals de l'Institut Nacional de Previsió.
El 1904, el Ministeri de la Governació va encarregar a l'Institut de Reformes Socials un projecte de Llei sobre la matèria; i l'Institut, amb la finalitat que la seva proposta estigués assistida per l'experiència de les Institucions d'estalvi arrelades ja a Espanya, va promoure la celebració de la Conferència sobre Previsió Popular, que es va reunir a Madrid, a l'octubre d'aquell any. Partint de les conclusions de la Conferència, i dels seus antecedents, l'Institut de Reformes Socials va presentar al Govern el projecte de creació de l'Institut Nacional de Previsió, projecte la redacció del qual va ser encomanat a una ponència composta per Azcaráte, Dato, Salillas, Maluquer i Gómez Latorre.
L'1 de novembre de 1906 aquest projecte, prèvia autorització del rei Alfons XIII, va ser presentat al Parlament. No obstant això, les vicissituds polítiques de l'època, no permetrien que s'aprovés la Llei de Creació de l'Institut Nacional de Previsió fins al 27 de febrer de 1908.

## Evolució
Amb la Llei de Creació de l'Institut Nacional de Previsió s'estableix el règim legal espanyol de Retirs Obrers, sota el sistema de la llibertat subsidiada de les pensions de vellesa que lliurement contractessin els obrers amb aquest Organisme.
Inicialment encarregat del sistema de lliure contractació de pensions obreres, assumeix posteriorment l'administració del:
- Assegurança Obligatoria del Retir Obrer (1919).[3]
- Subsidi de Maternitat (1923).
- Assegurança Obligatoria de Maternitat (1929).[4] Que àmplia i reforça el Subsidi de Maternitat de 1923. Aquesta assegurança garantia, entre altres prestacions, l'assistència facultativa en l'embaràs i en el part, a aquests efectes, l'Institut Nacional de Previsió estableix els primers convenis amb les organitzacions professionals de metges, farmacèutics i matrones.
- Ampliació dels beneficis de la Llei d'Accidents del Treball als treballadors agrícoles (1931).[5] Aplicació a tots els treballadors de l'agricultura, de la Llei d'Accidents de Treball de 1900, primera norma legislativa del sistema de protecció social espanyol.
- Obligacions de la Llei d'Accidents de Treball en la Indústria (1932).[6]
- Assegurança Obligatoria de Malaltia (1942), implantada l'1 de setembre de 1944.[7]

A Espanya la implantació de l'Assegurança Obligatòria de Malaltia (Seguro Obligatorio de Enfermedad) (SOE) va dirigit a protegir els treballadors econòmicament febles, les rendes dels quals de treball no excedeixin dels límits fixats. El SOE queda a càrrec de l'INP, com a entitat asseguradora única, i entre les prestacions de l'Assegurança, estava l'assistència sanitària en cas de malaltia i maternitat, i indemnització econòmica per la pèrdua de retribució derivada de les situacions anteriors.
El 1963 amb la Llei de Bases de la Seguretat Social se suprimeixen els esquemes clàssics de previsió i assegurances socials, i s'instrumenta el desenvolupament del sistema de Seguretat Social. El 1971 un decret va integrar en la seva estructura a l'Obra Sindical 18 de Juliol, fins llavors adscrita als Sindicats Verticals.
En 1974 es modifiquen i amplien les prestacions d'assistència sanitària de la Seguretat Social.

## Extinció
Es va extingir en 1978. En funció de l'acordat en els Pactes de la Moncloa es crea un sistema de participació institucional dels agents socials afavorint la transparència i racionalització de la Seguretat Social, així com l'establiment d'un nou sistema de gestió, administrat pels següents organismes:
- Institut Nacional de la Salut (INSALUD), prestacions mèdiques
- Institut Nacional de la Seguretat Social (INSS), prestacions econòmiques
- Institut Nacional de Serveis Socials (INSERSO), gestió de serveis socials
- Institut Social de la Marina (ISM) serveis i gestió d'aquests per als treballadors del mar
- Tresoreria General de la Seguretat Social